# ジョシュア・ブレナン
ジョシュア・ブレナン（Joshua Brennan、2001年11月28日 - ）は、アイルランド系フランス人のラグビーユニオン選手。トップ14のトゥールーズ（スタッド・トゥールーザン）に所属している。

## 家族
父は元アイルランド代表のトレバー・ブレナン。兄ダニエル・ブレナンはフランスのトゥーロンに所属（2025年7月現在）。

## 経歴
アイルランドの首都ダブリン生まれ。父がプレーしていたフランスのトゥールーズで育つ。12歳の時にトゥールーズに入団。
2020年・2021年に、U20フランス代表に選ばれて、U20シックスネーションズに出場した。
2025年、フランス代表のニュージーランド遠征メンバーとなり、7月12日のニュージーランド代表戦に出場し、代表初キャップを得る。